# Emma Edwards Green

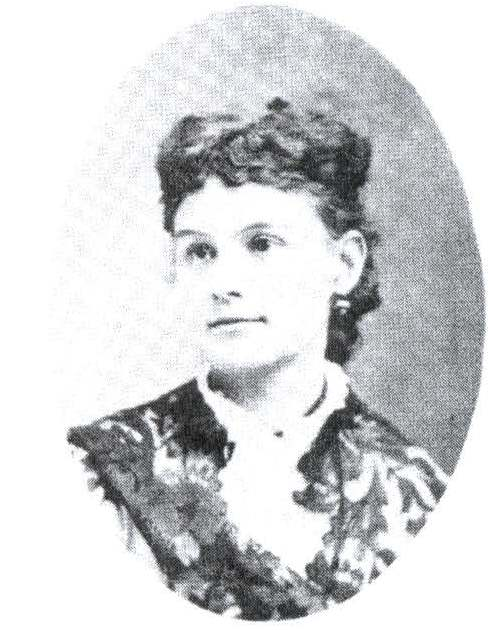
Emma Edwards Green (vor 1902)

Emma Edwards Green, geboren als Emma Sarah Etine Edwards, später bekannt als Mrs. Emma Green (geb. 1856 in Stockton (Kalifornien); gest. am 6. Januar 1942 in Boise, Idaho), war eine US-amerikanische Malerin und Designerin. Sie entwarf das ursprüngliche Staatssiegel von Idaho, das von 1891 bis 1957 verwendet wurde und dessen modifizierte Version auch heute noch auf der Flagge von Idaho zu sehen ist. Sie ist die einzige Frau, die jemals ein Staatssiegel entworfen hat.

## Leben

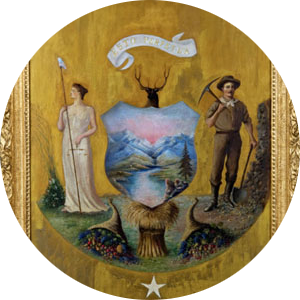
Das ursprüngliche Staatssiegel von Idaho, entworfen von Green und 1891 eingeführt, wurde bis 1957 verwendet.

Emma Edwards Green wurde 1856 als Emma Sarah Etine Edwards in Stockton, Kalifornien, als Tochter von Emma Jeanne Catherine Richard und dem ehemaligen Gouverneur von Missouri, John Cummins Edwards, geboren.
1890 machte Emma Edwards Green auf ihrem Heimweg von der Art Students League of New York Halt in Boise, Idaho, um Freunde zu besuchen.
Sie beschloss, in Boise zu bleiben und begann, Kunstunterricht zu geben. 1891 wurde Edwards eingeladen, einen Entwurf für den Wettbewerb um das Staatssiegel einzureichen, der von der ersten Legislative des Bundesstaates Idaho ausgeschrieben worden war. Am 5. Mai 1891 erhielt Edwards von Gouverneur N. B. Willey 100 Dollar für ihren Entwurf des Staatssiegels, das einen Bergmann, eine Frau und verschiedene natürliche Ressourcen Idahos darstellt. Das Original des Siegelbildes befindet sich heute im Besitz der Idaho State Historical Society.
Einige Jahre nach der Gestaltung des Staatssiegels von Idaho heiratete Edwards James G. Green. Sie hatte keine Kinder, half aber bei der Erziehung ihrer Neffen. Emma Edwards Green starb am 6. Januar 1942 in Boise, Idaho, und wurde neben ihrem Ehemann in Oakland, Kalifornien, beigesetzt.